# Johan Huovinen
Sven Olof Johan Huovinen, född 8 november 1967 i Sundbybergs församling i Stockholms län, är en svensk militär.

## Biografi
Huovinen avlade officersexamen 1991 och utnämndes samma år till fänrik i luftvärnet, där han befordrades till löjtnant 1994 och till kapten 1996. Han tjänstgjorde under andra hälften av 1990-talet vid Roslagens luftvärnskår. År 2009 examinerades han med högsta betyg vid Ryska federationens väpnade styrkors generalstabsakademi i Moskva efter två års studier där. Han har tjänstgjort länge i Militära underrättelse- och säkerhetstjänsten samt har varit arméattaché vid ambassaden i Moskva (med sidoackreditering i Minsk), Europeiska Unionens militärrådgivare i Kiev och militär rådgivare i Sveriges delegation vid Organisationen för säkerhet och samarbete i Europa. Överstelöjtnant Huovinen är (2023) lärare i militär strategi vid Institutionen för krigsvetenskap och militärhistoria på Försvarshögskolan.
Huovinen blev offentligt känd 2022, då han ofta anlitats av svenska medier för att som expert kommentera Rysslands invasion av Ukraina 2022.